# Félix van den Branden de Reeth
Félix Florimond Aloïs van den Branden de Reeth (Mechelen, 20 juni 1809 - 27 januari 1867) was een Belgisch katholiek politicus.

## Levensloop
Félix Van den Branden was een zoon van Jean van den Branden de Reeth (1762-1826), onderprefect van Mechelen tijdens het Eerste Franse Keizerrijk, en van die zijn tweede vrouw Marie-Joséphine de Veyder Malberg (1776-1854). Na zeven kinderen met zijn eerste vrouw, Caroline de Berberich (1765-1805), had hij er nog vijf met zijn tweede. 
De familie bezat onder het ancien régime adellijke titels vanaf 1689. Jean van den Branden verkreeg in 1823, onder het Verenigd Koninkrijk der Nederlanden, erfelijke adelserkenning met de titel van ridder voor hem en al zijn mannelijke nazaten. De toekenning gebeurde op de naam 'Van den Branden de Reeth' (naar de heerlijkheid Reet die de familie onder het ancien régime bezat) en dit was voortaan de officiële naam van de familie. 
- Felix trouwde met zijn nicht Reine de Wargny (1810-1889) en ze hadden elf kinderen. Hij kreeg in 1856 de baronstitel, overdraagbaar bij eerstgeboorte. 
  - Ernestine (1834-1874), augustines in het Berlaymontklooster in Brussel.
  - Joséphine (1839-1907), augustines in het Berlaymontklooster in Brussel.
  - Victor (1841-1909) werd rector van het Belgisch College in Rome (1872-1878), hulpbisschop van Mechelen en titulair aartsbisschop van Tyr.
  - Gustave (1842-1913) verkreeg in 1871 de titel baron, overdraagbaar op alle afstammelingen. Hij trouwde in 1866 met Irène Kervyn (1846-1921). Met afstammelingen tot heden, o.m.
    - Raymond van den Branden de Reeth (1870-1947), eerste advocaat-generaal bij het hof van beroep van Brussel.
      - Adrien van den Branden de Reeth (1899-1980), eerste advocaat-generaal bij het hof van beroep van Brussel en Belgisch minister.
      - André van den Branden de Reeth (1900-1967), generaal-majoor.

  - Constant (1843-1914) erfde de riddertitel. Hij trouwde in 1870 met Marie-Elise de Smet de Naeyer (1833-1916). Met afstammelingen tot heden.

In 1842 werd Felix van den Branden gemeenteraadslid en in 1843 schepen van Mechelen, tot in 1846. Hij werd toen arrondissementscommissaris voor Mechelen (1846-1847), maar na korte tijd werd hij door de nieuwbenoemde liberale regering Rogier I afgezet. In 1848 werd hij verkozen tot katholiek volksvertegenwoordiger voor het arrondissement Mechelen, een mandaat dat hij tot aan zijn dood vervulde.